# المحراقية (الشغادرة)

تعديل مصدري - تعديل

المحراقية هي إحدى قرى عزلة السوالمة بمديرية الشغادرة التابعة لمحافظة حجة، بلغ تعداد سكانها 191 نسمة حسب تعداد اليمن لعام 2004.